# Campionati mondiali di karate 1977
La 4ª edizione dei campionati mondiali di karate si è disputata a Tokyo nel 1977. Prevedeva solo due prove maschili. Alla competizione hanno partecipato 400 karateka provenienti da 47 paesi del mondo.

## Medagliere
| Posizione | Nazione       | Oro | Argento | Bronzo | Totale |
| --------- | ------------- | --- | ------- | ------ | ------ |
| 1         | Paesi Bassi   | 2   | 0       | 0      | 2      |
| 2         | Germania      | 0   | 1       | 0      | 0      |
| 2         | Regno Unito   | 0   | 1       | 0      | 0      |
| 4         | Taipei cinese | 0   | 0       | 1      | 1      |
| 4         | Spagna        | 0   | 0       | 1      | 1      |
| 4         | Francia       | 0   | 0       | 1      | 1      |
| 4         | Iran          | 0   | 0       | 1      | 1      |

## Podi

### Prova individuale
| Posizione | Karateka            |
| --------- | ------------------- |
| 1         | Otti Roethoff       |
| 2         | Eugene Codrington   |
| 3         | Chen Chien          |
| 3         | Jean-Pierre Carbila |

### Prova a squadre
| Posizione | Nazione     |
| --------- | ----------- |
| 1         | Paesi Bassi |
| 2         | Germania    |
| 3         | Francia     |
| 3         | Iran        |

## Fonti
- Sito della Federazione Mondiale di Karate, su wkf.net. URL consultato il 15 agosto 2007 (archiviato dall'url originale l'11 luglio 2007).